# 旁遮普伏翼
旁遮普伏翼（学名：Pipistrellus babu）为蝙蝠科伏翼属的动物。在中国大陆，分布于中国（西南部）等地。该物种的模式产地在巴基斯坦旁遮普地区。